# Fernando Sucre
Fernando Sucre es un personaje de ficción de la serie de televisión estadounidense de FOX, Prison Break interpretado por el actor puertorriqueño Amaury Nolasco. Aparece en la serie en el primer episodio "Pilot" como compañero de celda del personaje principal, Michael Scofield (Wentworth Miller), del que enseguida se gana su confianza.
De descendientes puertorriqueños, Sucre creció en Chicago, donde tuvo varios problemas con inmigración. Su madre lo envió a la ciudad de Nueva York con un familiar para ayudarle. Allí encontró un trabajo estable en un almacén y conoció a su novia, Maricruz Delgado.

## Apariciones
Fernando Sucre fue presentado en la serie como personaje principal desde el primer episodio. Ha aparecido desde entonces en todos, excepto en cuatro: “First Down”, “Unearthed”, “John Doe” y “Chicago”.

## Primera temporada
Era el compañero de celda de Michael Scofield, aunque fue brevemente separado de él porque inicialmente no quería saber nada del plan de fuga de Michael. Charles "Haywire" Patoshik (Silas Weir Mitchell) lo reemplazó. Después de que Michael se las ingeniara para hacer que Haywire fuera trasladado de nuevo, Sucre volvió, esta vez con motivos para unirse a la fuga.
Desde su ingreso, Sucre ha estado recibiendo visitas conyugales de Maricruz y se mantiene concentrado en salir de prisión tan pronto como sea posible, ya que empieza a preocuparse por la indecisión de ella sobre su futuro juntos al estar contemplando la posibilidad de casarse con Héctor Avila (Kurt Caceres), primo de Sucre. En el episodio retrospectivo, “Brother's Keeper”, se desvela que la razón por la que Sucre atracó una licorería fue el conseguir dinero para comprar un anillo de compromiso a Maricruz.
Sucre comienza a empatizar con la situación de Michael y su deseo de liberar a su hermano Lincoln Burrows (Dominic Purcell). Aunque al principio duda en tomar parte en el plan, posteriormente confía en Michael y le apoya cuando T-Bag (Robert Knepper) muestra su enfado por el primer intento fallido de fuga.
Ayuda a Michael con el plan en numerosas situaciones a través de sus contactos con otros presos y, ocasionalmente, tiene ideas que ayudan a salvar el plan. En el episodio “J-Cat”, cuando Michael es confinado en solitario, Sucre se ve forzado por los otros miembros del plan de fuga a usar el hueco abierto tras el lavabo de la celda para llegar hasta el cuarto de los guardas y tapar el agujero. Sabiendo que probablemente fuera cogido una vez fuera de su celda por la noche, Sucre fuerza a T-Bag a robar la ropa interior de otro preso de modo que pueda tener una coartada razonable al Capitán Brad Bellick (Wade Williams) por estar fuera de su celda por la noche.
Cuando Sucre sale de la Unidad de Confinamiento Solitario y Michael del pabellón psiquiátrico, su abrazo muestra su firme amistad. Finalmente, en el penúltimo episodio, “Go”, Sucre escapa de prisión junto con otros siete presos. Es uno de los cinco fugados, junto a Michael, Lincoln, John Abruzzi (Peter Stormare) y C-Note (Rockmond Dunbar), que en el episodio final tiene que correr para salvar su vida cuando el avión que les iba a recoger despega sin ellos a bordo y la policía les viene siguiendo los talones.

## Segunda temporada
En la segunda temporada huye de la policía hasta que se consigue encontrar con su amada Maricruz en el aeropuerto de Ixtapa (México), pero vuelve a tener problemas y para resolverlos ha de aliarse con Bellick, su antiguo carcelero en Fox River. Este lo amenaza con no decirle el paradero de su novia, la cual esta desaparecida, si no lo ayuda a conseguir los 5 millones que posee T-Bag.

## Tercera temporada
En la tercera temporada, Sucre ayuda a los hermanos en especial a Lincoln planeando diferentes trampas para sacar a Scofield y James de la cárcel de Sona, para la compañía.
Después de pinchar un carro de los policías y facilitar la huida de los convictos. t-bag lo delata y es golpeado, hasta el punto de hacerlo cavar su propia tumba si no habla sobre el paradero de Scofield, por no haber dicho el paradero de Scofield, sucre es llevado a sona